# Dark Maul
Personnage de fiction apparaissant dans
Star Wars.
Dark Maul, ou plus simplement Maul, Darth Maul dans la version originale en anglais et la traduction québécoise, est un personnage de fiction de l'univers de Star Wars qui apparaît dans l'épisode I, dans la série Star Wars: The Clone Wars aux côtés de son frère, Savage Opress, dans la série Star Wars Rebels et enfin dans Solo: A Star Wars Story. C'est un Zabrak originaire de la planète Dathomir. Ce personnage fut créé par l'illustrateur Iain Mccaig pour Industrial Light & Magic.

## Biographie fictive

### Univers officiel

#### Enfance et apprentissage
Dark Maul appartient à l'espèce des Zabraks originaires de la planète Iridonia. Cependant, il est né sur Dathomir. Les Zabraks originaires de Dathomir se nomment Les Frères de la Nuit et servent à l'esclavage et au combat pour les Sœurs de la Nuit. Maul est le fils de Mère Talzin, une puissante sorcière qui est à la tête des Sœurs de la Nuit. Dark Sidious est alors allié à Talzin, ils partagent bon nombre de secrets concernant le côté obscur et il lui promet d'en faire son bras droit dans son Grand Plan des Sith. Mais Sidious aperçoit très vite le potentiel de son fils, Maul, et décide de trahir Mère Talzin et de s'enfuir avec le jeune Zabrak Dathomirien pour en faire son apprenti. 
Dark Maul voue un dévouement sans limite à son maître et c'est dans l'optique de pouvoir le servir au mieux qu'il se façonne un sabre laser à double lame. C'est l'un des Seigneurs Sith les plus redoutables et les mieux entraînés.
Son habileté à manier le sabre double est impressionnante et lui donne un pouvoir d'intimidation encore plus puissant que son apparence physique. Il maîtrise parfaitement un dérivé de la Forme VII de combat au sabre laser : le Juyo (l'autre dérivé de cette forme étant le Vaapad, créé par Mace Windu). Sans compter son Focus Makashi, qui lui permet d'utiliser sa rage et sa soif de violence à bon escient, il en devient d'autant plus redoutable car il sait contrôler la Force tout en étant en colère, contrairement à Dark Vador qui ne sait pas se contrôler complètement.

#### Soif de sang
Alors qu'il effectue une mission pour son maître, visant à protéger la Fédération du commerce d'une bande de pirates, Dark Maul apprend qu'une Padawan Jedi a été capturée par le cartel du crime Xrexus pour organiser une vente aux enchères. Sans rien dire à son maître, Maul, dans le but de calmer provisoirement sa soif de sang envers ses ennemis, entreprend d'aller sur ce monde et de récupérer la Padawan. Aidé par un groupe de chasseurs de primes (dont Aurra Sing et Cad Bane) Maul parvient à vaincre les participants de la vente aux enchères, qui s'est plus tard transformée en chasse à l'homme. Enfin seul avec la Padawan Jedi, Maul affronta enfin son ennemi et constata avec plaisir qu'elle était une adversaire digne de lui. Néanmoins, il réussit à se débarrasser d'elle sans grande peine et, de retour sur Coruscant, Dark Maul apprend que toute cette aventure était en réalité un plan de Dark Sidious pour parvenir à calmer son apprenti. Sidious fut satisfait lorsqu'il constata que la soif de sang et de vengeance de son apprenti n'était pas totalement rassasiée.

#### Épisode I:La Menace fantôme
Dark Maul reçoit plus tard une nouvelle mission de la part de son maître. Après la fuite de la reine Amidala lors du conflit entre Naboo et la Fédération du commerce, et son sauvetage par Qui-Gon Jinn et son padawan Obi-Wan Kenobi, Sidious le charge de retrouver sa trace et de la capturer. Dark Maul découvre qu'ils se sont réfugiés sur la planète Tatooine. Il intervient au moment où leur vaisseau est sur le point de décoller, attaquant férocement Qui-Gon, qui parvient à s'échapper. Quelque temps plus tard, devant l'incapacité des chefs neimodiens de la Fédération, Sidious l'envoie sur Naboo. Lors de la bataille de Naboo, il affronte en duel Qui-Gon et Obi-Wan. Il parvient à isoler les deux Jedi puis les séparer empêchant Obi-Wan de venir aider Qui-Gon qui se fera frapper mortellement. Arrogant et trop sûr de lui, il est finalement vaincu par Obi-Wan Kenobi, qui le coupe en deux au niveau de la taille d'un coup de sabre laser ; Dark Maul disparaît alors en tombant dans un puits.

#### The Clone Wars
Pendant la Guerre des clones, Savage Opress, le jeune frère de Maul, apprend que celui-ci est toujours en vie. En -20, il se met à sa recherche et le retrouve sous une forme « araignée » (amaigri avec plusieurs implants droïdes en forme de patte d'araignée ainsi qu'avec les cornes allongées et brisé mentalement) sur la planète Lotho Minor. Plus tard, aidé par son frère, il retourne sur Dathomir afin de retrouver une forme humanoïde ainsi que de guérir certaines de ses blessures et restaurer ses souvenirs. Une fois cela fait, il décide de se venger d'Obi-Wan Kenobi, ils terrorisent et massacrent des populations civiles sur Raydonia en provoquant en duel Kenobi. Mais, aidé par l'ancienne Jedi Noire Asajj Ventress, le maître Jedi réussit à s'échapper.

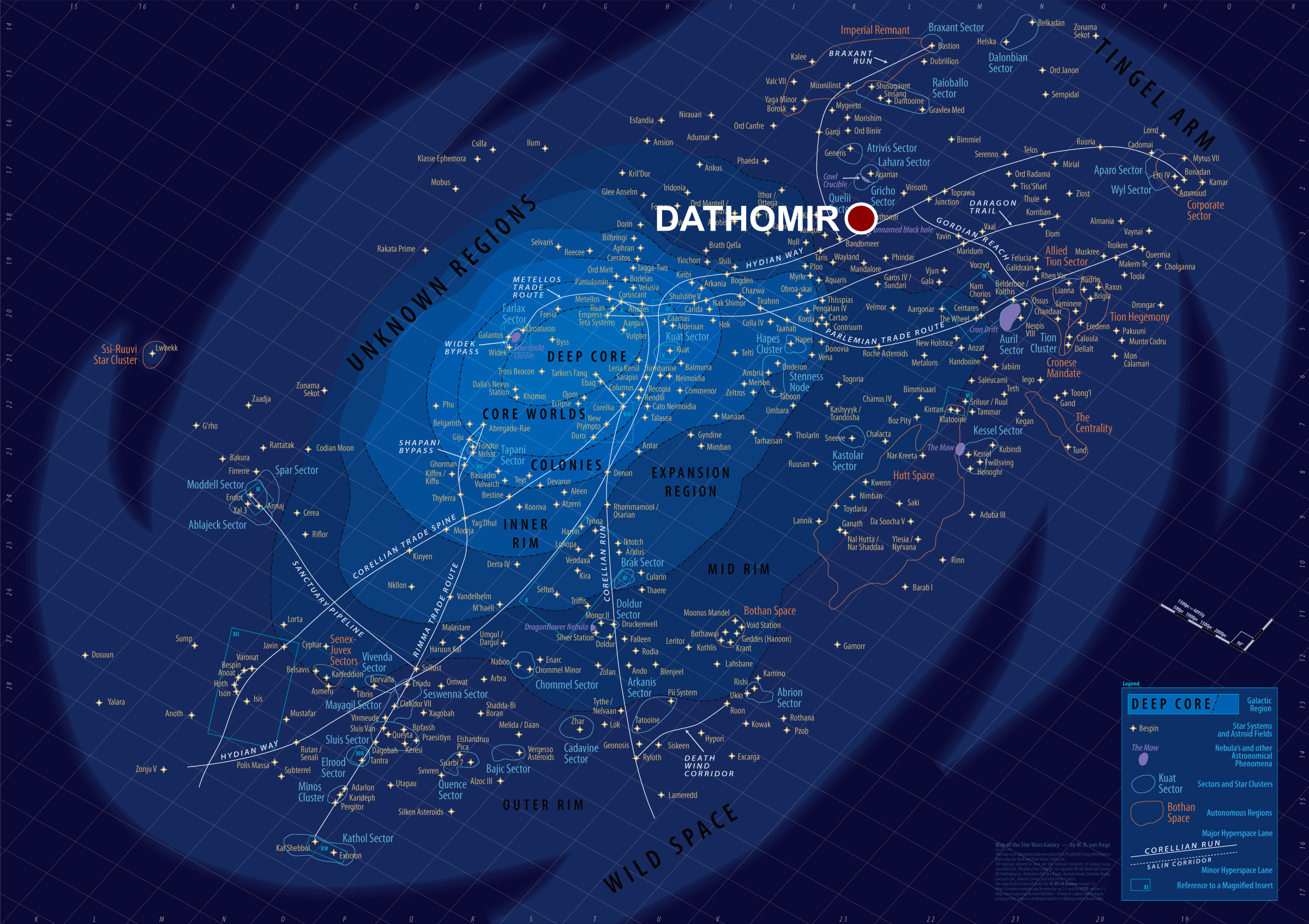
Emplacement de Dathomir dans la galaxie fictive de Star Wars. Dathomir est une planète colonisée par les Zabraks, race à laquelle Darth Maul appartient.

 On retrouve celui-ci plus tard, toujours aidé par son fidèle frère et apprenti. Les deux Zabrak se sont autoproclamés respectivement Seigneur Sith et apprenti Sith, et ont comme but de renverser le duo Dark Sidious-Dark Tyranus. Prenant le contrôle d'une bande de pirates, ils pillent plusieurs villages sur Florrum. Obi-Wan et Adi Gallia arrivèrent et rallièrent plusieurs pirates à leur cause. À la suite d'un long combat, Gallia meurt mais Kenobi renverse la situation. L'une des jambes cybernétique de Maul est coupée par un tir laser mais Savage parvient à l'aider à se sauver. Se réfugiant dans leur vaisseau et dérivant dans l'espace, ils sont recueillis par les Death Watch, des Mandaloriens voulant redonner à leur planète leur force d'antan. Les jambes endommagées de Maul sont remplacées par des jambes plus humanoïdes. Après une discussion avec leur sauveurs, les deux frères décident de s'allier avec les Mandaloriens : les deux Sith proposent de prendre le contrôle de plusieurs gangs du crime, créant ainsi une véritable armée. Ils s'emparent et gouvernent Mandalore. Ils sont ensuite trahis par Vizsla, le chef des Death Watch, qui les enferme. Maul et Savage se libèrent avant de provoquer Vizsla en duel ; Maul finit par le tuer et comme le veut la tradition de Mandalore, Maul devint le nouveau chef des Death Watch. Alors que le Jedi Obi-Wan Kenobi revient sur Mandalore pour délivrer son amie, la duchesse Satine, Maul réussit à le capturer et finit par tuer la duchesse alors que le Jedi est impuissant. Peu après, Dark Sidious, ressentant que son ancien apprenti devient de plus en plus puissant, intervient et affronte les deux frères. Sidious parvient à tuer Savage sous les yeux de Maul, qui se précipite vers son frère mourant qui lui dit qu'il est un mauvais apprenti et qu'il n'a jamais été comme lui avant de rendre l'âme. Sidious commence alors à rabaisser Maul en lui rappelant qu'il ne peut y avoir que deux Sith et qu'il l'avait remplacé depuis longtemps. Maul, complètement enragé, attaque son ancien maître et parvient à lui porter un coup mais il est finalement désarmé, jeté au sol et électrocuté. Sidious lui annonce qu'il n'a pas l'intention de le tuer mais qu'il a d'autres projets pour lui. 
Alors qu'il est enfermé dans la prison de Stygeon, Dark Maul est torturé par Sidious et Dooku. Dark Sidious laisse ensuite Dark Maul s'enfuir avec ses guerriers mandaloriens qui étaient venus le délivrer. En effet, le véritable objectif du seigneur Sith est de mettre la main sur la Mère Talzin, qu'il considère comme une grande menace. Après avoir réuni son armée mandalorienne, Maul fait front face aux Séparatistes. Il réussit à capturer le général Grievous et le comte Dooku. Il propose alors à Dooku de le rejoindre pour vaincre Sidious, celui-ci accepte ce combat aux côtés de Maul contre les Jedi. Mais Maul se rend vite compte que Dooku est toujours fidèle à son maître et décide de l'emmener sur Dathomir pour que la Mère Talzin puisse lui prendre sa force vitale. Sidious se rend aussi sur la planète pour tenter de tuer Talzin. Un duel de pouvoir s'ensuit alors entre Talzin et Sidious. Étant trop faible pour vaincre le seigneur Sith, la Mère Talzin se sacrifie afin de permettre à Maul de s'échapper.
Peu après, Maul retourne sur Mandalore avec ses troupes. Mais Ahsoka Tano arrive avec le capitaine Rex et un bataillon de Clones pour essayer de capturer Maul et de le condamner pour ses crimes de guerres. L'ancienne Jedi Tano réussit à piéger Maul dans un rayon de force et s'apprête alors à le ramener sur Coruscant. Mais l'Ordre 66 éclate et Ahsoka est contrainte d'abandonner sa mission pour venir en aide au capitaine Rex. Maul en profite pour s'échapper.

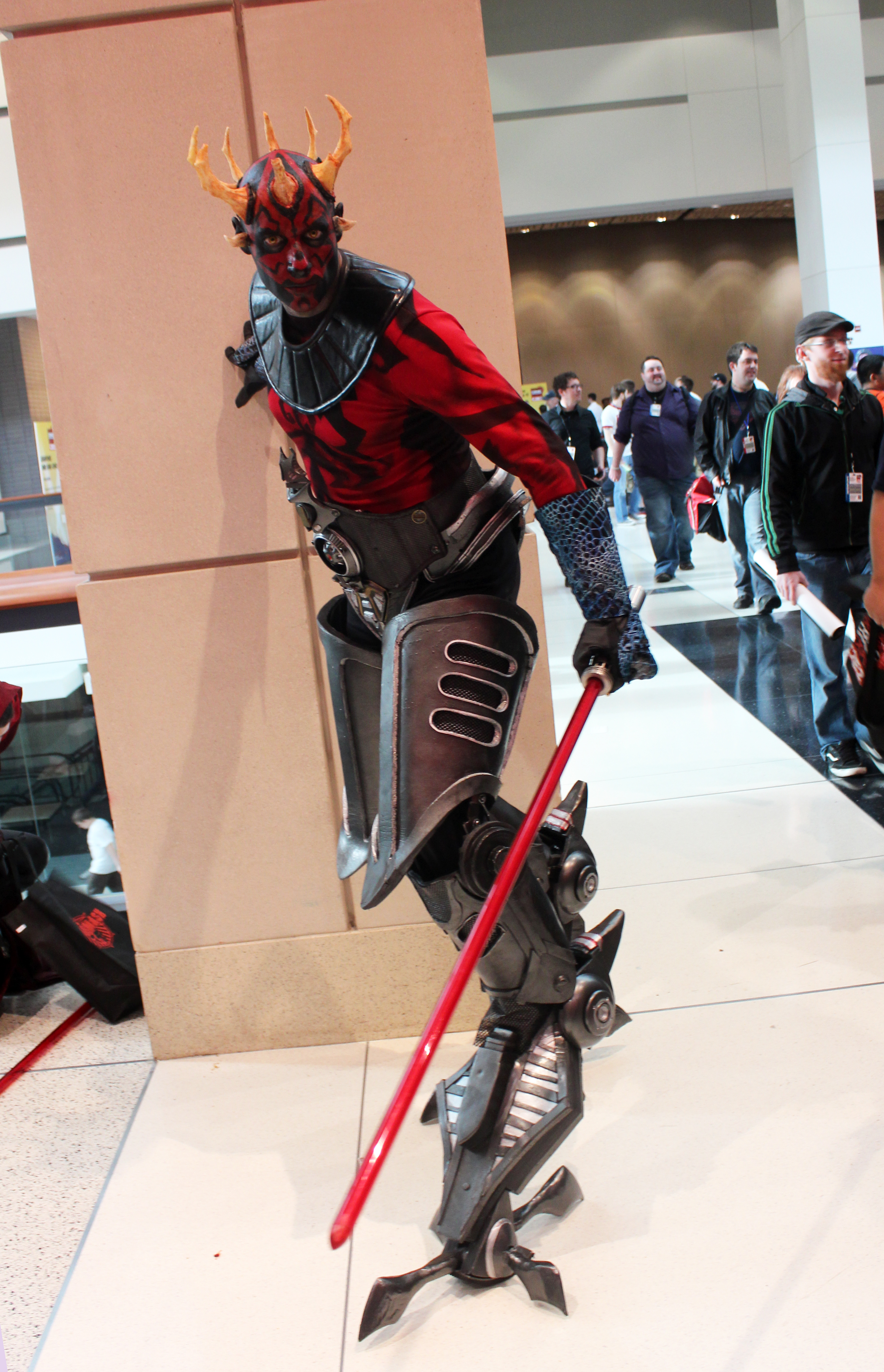
Cosplay de Dark Maul dans la série The Clone Wars.

Dans la série animée, les évènements se passent assez différemment. Sur Mandalore, Maul entre en guerre avec les Nite Owls de Bo-Katan, qui demande ensuite l'aide de la République pour défaire l'ancien seigneur Sith. Maul avait certes anticipé cet acte mais il pensait que Kenobi et Anakin Skywalker viendraient à la place de Ahsoka, dont il ne sait rien du tout durant leur première rencontre dans les bas-fond de Mandalore. Le Zabrak capture par conséquent le Clone Jesse et lui soutire toutes les informations sur Ahsoka par la Force, tout en envoyant Gar Saxon éliminer un Almec capturé pour éviter que ses ennemis n'en découvrent trop. Il confronte plus tard Ahsoka dans la salle du trône et avec ce qu'il a appris de Jesse, tel que le départ d'Ahsoka de l'ordre Jedi, il invite l'ancienne Padawan à le rejoindre pour stopper Dark Sidious dont il sent la fulgurante montée en puissance à venir. Ahsoka est d'abord tentée mais en apprenant que Maul compte également tuer Skywalker parce qu'il sait que ce dernier fait partie du plan de Sidious, la Togruta refuse finalement son ordre et ils commencent à se battre, Maul ayant reconstruit son double-sabre laser d'origine. Leur combat se poursuit jusqu'au sommet de Sundari, où Maul tente de s'enfuir, seulement pour être renversé dans le vide et capturé par les Clones alors qu'il hurle qu'ils sont tous condamnés.
Au lendemain de la bataille, les forces de Maul ont tous été capturées et le Sith déchu est embarqué sur le vaisseau Venator de la République, parqué dans un confinement spécial conçu pour retenir les êtres sensible à la Force. Faisant route vers Coruscant, Maul sent subitement Skywalker devenir Dark Vador, peu de temps avant que son ancien maître n'active l'Ordre 66. Les Clones à bord du Venator ont pour ordre spécial à la fois de tuer Ahsoka même si elle n'est plus une Jedi, ainsi que d'exécuter Maul. Sur le point d'être achevé, Maul est sauvé et libéré par Ahsoka, qui l'accuse au départ de ce qui se passe, jusqu'à ce que Maul lui révèle que Sidious a réussi à retourner les Clones contre les Jedi. Refusant de s'allier avec lui, Ahsoka laisse partir un Maul désarmé pour qu'il fasse diversion. Le Zabrak massacre sans pitié les Clones se dressant sur son chemin rien qu'en usant de la Force et détruit le moteur du Venator. Arrivé dans le hangar, Maul profite qu'Ahsoka et Rex (ce dernier ayant fait retirer sa puce inhibitrice afin que l'Ordre 66 n'ait pas d'effet sur lui) affrontent les forces de Jesse pour tenter d'atteindre une navette.[pas clair]. Ahsoka le poursuit et manque de le tuer à coup de sabre laser, juste pour que Maul la repousse avec la Force et monte dans la navette. Ahsoka essaye ensuite de retenir Maul par télékinésie mais choisit à la place de venir en aide à Rex, submergé par les tirs ennemis ; Maul s'échappe alors du Venator en train de s'écraser et saute dans l'hyperespace vers une destination inconnue.

#### Solo: A Star Wars Story
Après avoir été déchu de son rang de Dark (voir la section Rebels), Maul devient le dirigeant de l'organisation criminelle Aube écarlate (une organisation criminelle qui avait employé Han Solo pour voler du coaxium). À la suite de la mort de son second, Dryden Vos, Maul est contacté par Qi'ra, la seule responsable restante. Il apparaît alors sous la forme d'un hologramme, dégaine son sabre laser et lui demande de venir le rejoindre sur Dathomir.

#### Rebels
Désormais âgé de plus de 50 ans, Maul vit sur la planète Malachor depuis des années après qu'un inquisiteur, le Huitième Frère, l'a pris en chasse et que son vaisseau s'est écrasé sur la planète, l’empêchant ainsi de repartir. Il n'est pas précisé depuis combien de temps Maul se trouve sur Malachor. Dorénavant, Maul a abandonné le titre de Dark pour se dissocier des Sith.
Ezra Bridger retrouve Maul parmi les ruines d'un ancien temple Sith. Cherchant toujours à se venger pour les actions de Sidious contre lui-même et sa famille, Maul conduit Ezra à l'intérieur du temple et ils découvrent ensemble un holocron susceptible de leur apporter les connaissances nécessaires pour vaincre les Sith. Entre-temps, Maul révèle sa véritable identité à Ezra. Après avoir récupéré l'holocron, ils retrouvent Kanan Jarrus et Ahsoka Tano en pleine bataille contre l'Inquisiteur traquant Maul et deux des Inquisiteurs qui poursuivent les rebelles depuis un certain temps déjà. Maul, qui possédait un nouveau sabre laser double déguisé en tant que composant d'un bâton de marche, rejoignit les Jedi dans la lutte contre leurs ennemis.

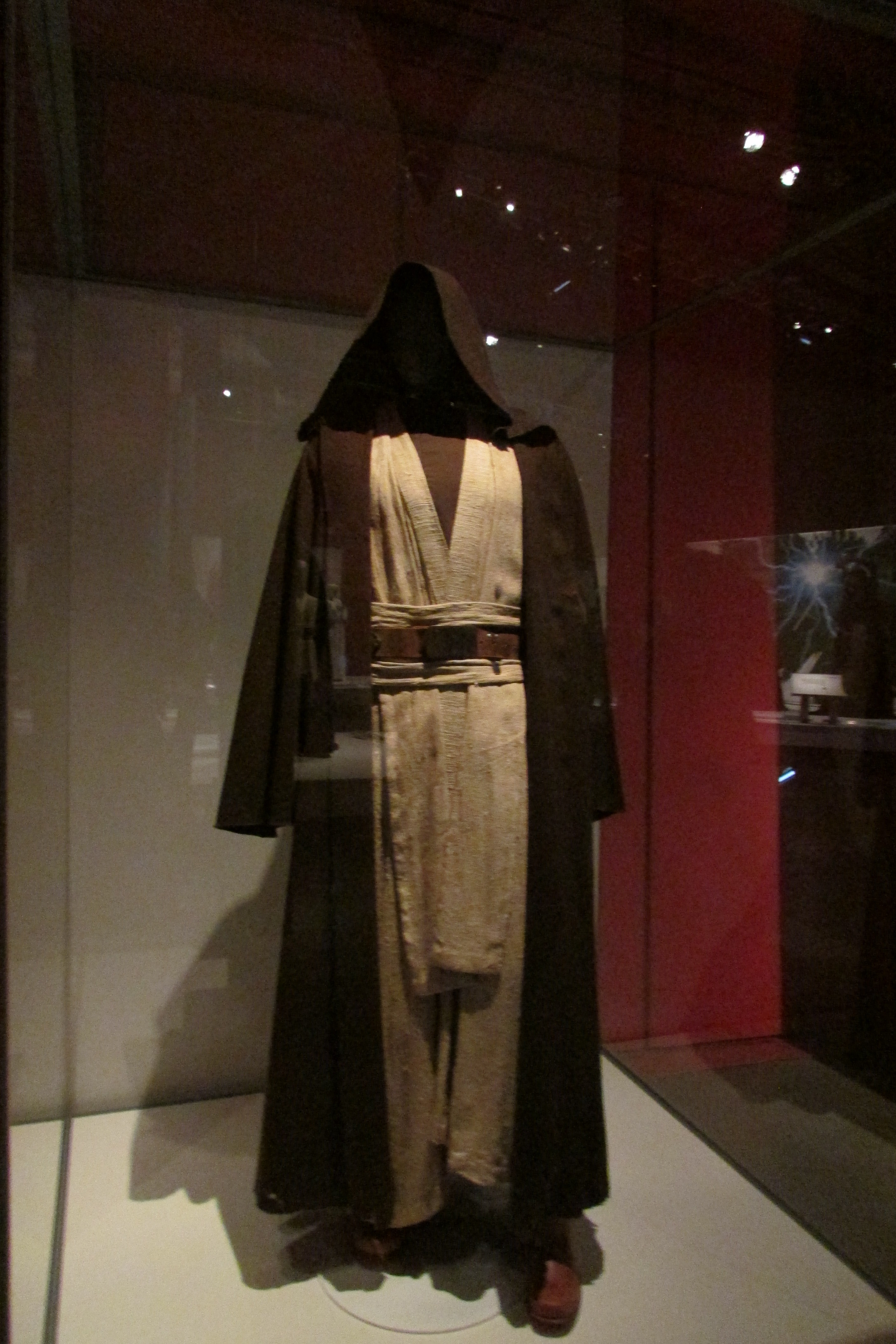
Costume d'Obi-Wan Kenobi, rival et ennemi juré de Darth Maul.

Après la retraite des Inquisiteurs, Maul convainquit les Jedi de lui faire confiance en raison de sa haine partagée des Sith et exprima sa conviction quant à son incapacité à vaincre seul Dark Vador. Travaillant ensemble, les Jedi et Maul montèrent vers le haut du temple Sith et affrontèrent avec succès les trois inquisiteurs, Maul éliminant personnellement la Septième Sœur et le Cinquième Frère tandis que le troisième mourut en essayant de s'échapper. Maul révéla alors son intention de prendre Ezra comme apprenti, l'ayant déjà trompé en activant le temple, lequel en réalité s'avérait être une station de combat Sith. Après avoir aveuglé Kanan, Maul affronta brièvement Ahsoka avant d'affronter à nouveau Kanan, et ce pour être finalement projeté dans le vide au bord du temple par le Chevalier Jedi estropié. Il apparaît plus tard que Maul survécut à sa chute et vola l'un des chasseurs TIE des Inquisiteurs après la destruction du temple et la disparition supposée d'Ahsoka dans son duel contre Dark Vador. Maul quitta alors Malachor pour de bon.
De nombreux mois plus tard en -2, Maul avait capturé l'équipage du Ghost, à l'exception de Kanan et Ezra, afin de pouvoir se procurer l'holocron des Sith dans le but de le combiner avec l'holocron Jedi qui se trouvait sur le vaisseau. Lors de la fusion des Holocrons, Maul eut une brève vision, avant que la fusion ne s’estompe, lui permettant ainsi de fuir. Après être entré dans son chasseur personnel, Maul murmura : « Il est vivant ».
Quelque temps plus tard à cause du rituel des Holocrons, Ezra eu des visions de Maul qui le conduisirent presque à tuer un rebelle. Ezra avec Kanan alla demander conseil au Bendu (un mystérieux géant connaissant la Force) pour savoir comment arrêter les visions, mais à cet instant, Maul en personne apparut derrière eux. Ce dernier expliqua à Ezra comment arrêter les visions, mais il fallait qu'il vienne avec lui. Maul et Ezra se rendirent sur Dathomir pour utiliser un ancien rituel des Sœurs de la Nuit. Le rituel fonctionna et, par la même occasion, ils découvrirent que Obi-Wan Kenobi se trouvait sur une planète avec deux Soleils Jumeaux. Une fois le rituel fini, les esprits de deux Sœurs de la Nuit sortirent d'un autel et réclamèrent leurs corps. Mais à cet instant, Kanan et Sabine Wren arrivèrent et les esprits prirent possession d'eux et attaquèrent Maul et Ezra. Le vieux Zabrak et le jeune Jedi réussirent à sortir de l'antre alors que les Sœurs de la Nuit ne pouvaient pas s'éloigner de l'autel. Maul en profita pour dire à Ezra de le rejoindre, mais celui-ci refusa, voulant sauver ses amis. Finalement exaspéré par la sympathie d'Ezra pour ses amis, Maul annonça à Ezra qu'il l'avait déçu et partit retrouver son vieil ennemi : Obi-Wan. 
Plus tard, Maul arriva sur la planète avec deux Soleils Jumeaux : Tatooine. Ne sachant pas où trouver Obi-Wan, Maul manipula Ezra grâce à l'holocron pour qu'il vienne sur Tatooine et le conduise au maître Jedi. Il tua des Hommes des Sables qui s'en prirent à Ezra. Ce dernier rencontra Obi-Wan, qui le sauva ainsi que Chopper, et lui dit son message contenu dans l'holocron puis qu'il devait aider la Rébellion, mais Obi-Wan lui répondit que Maul l'a manipulé pour l'aider à le retrouver. Obi-Wan dit à Ezra de partir pour aider ses amis contre l'Empire puis se prépara à combattre Maul. Ce dernier s'étonna que le Jedi soit venu ici uniquement pour se cacher, et devina qu'il poursuivait un but : protéger quelque chose, avant de comprendre qu'il protège en fait quelqu'un (Luke Skywalker). Obi-Wan et Maul dégainent leurs sabres lasers et se préparent au combat. Maul se jette sur Obi-Wan et après un bref duel, ce dernier coupe le sabre laser du Zabrak en deux et le blesse mortellement. Les derniers mots de Maul sont : « Dis-le-moi. Je dois savoir, s'agit-il de l'Élu ? » Obi-Wan lui répond : « Oui c'est lui ». Maul ajouta : « C'est lui qui nous vengera tous. » avant de s'éteindre. Obi-Wan ferma les yeux de Maul en signe de respect, faisant la paix avec son ancien ennemi juré et lui pardonnant ses crimes passés.

### UniversLégendes

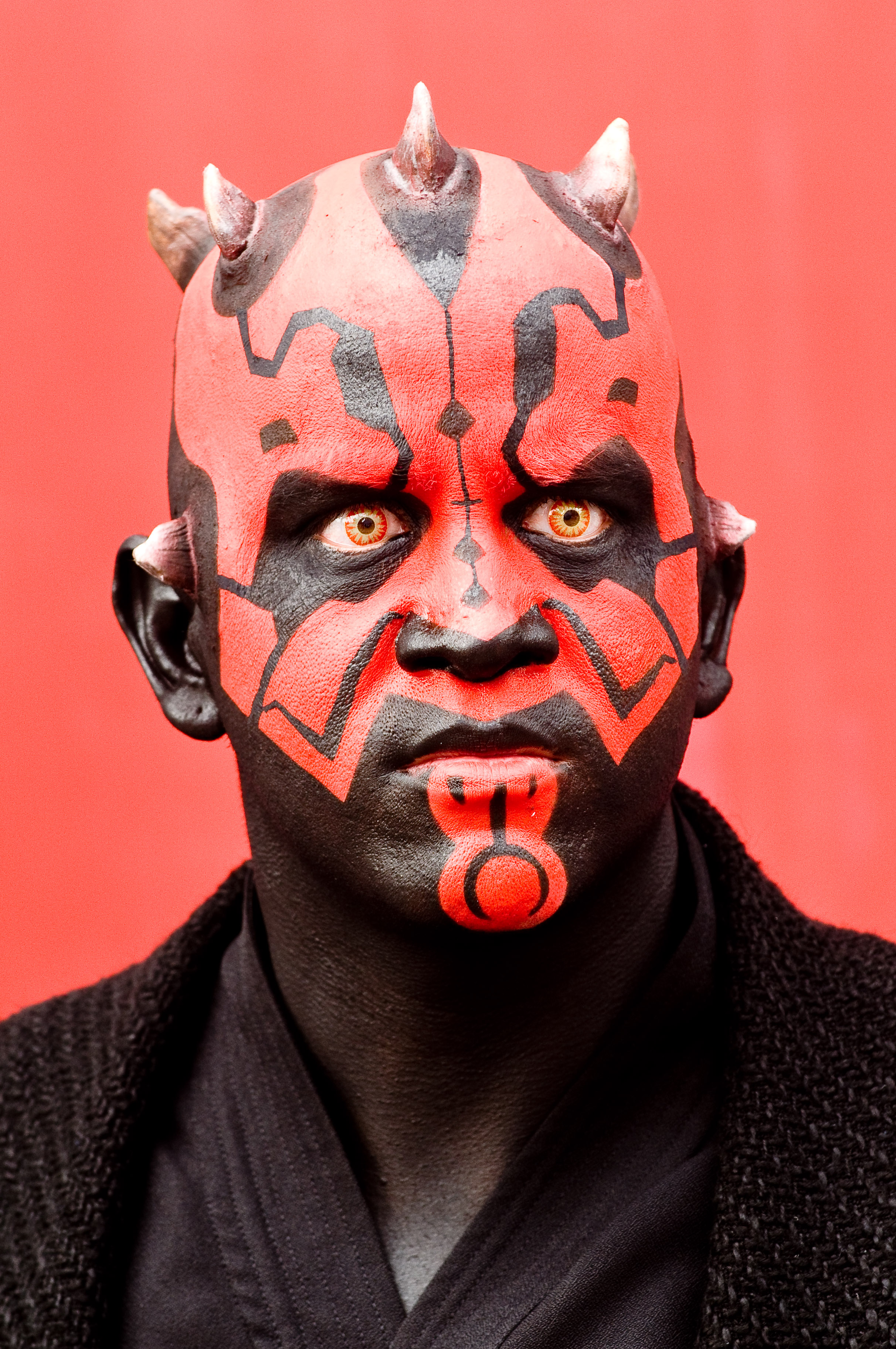
Cosplay de Dark Maul.

À la suite du rachat de la société Lucasfilm par The Walt Disney Company, tous les éléments racontés dans les produits dérivés datant d'avant le 26 avril 2014 ont été déclarés comme étant en dehors du canon et ont été regroupés sous l’appellation « Star Wars Légendes ».

#### Enfance
Sur Dathomir, Dark Sidious - qui est alors apprenti de Dark Plagueis - se fait aborder par une Zabrak femelle qui sentait que Palpatine était puissant dans la Force. La femme lui avoue être une Sœur de la Nuit, et explique qu'elle vient d'accoucher en secret de deux enfants. Les Frères de la Nuit étant condamnés à l'esclavage et au combat, la mère souhaite offrir à l'un de ses fils la liberté. Elle tend le bébé, qu'elle avait appelé Maul, au seigneur Sith. Les marques sur son corps ont été dessinées par sa mère, en respect des rituels qui suivent la naissance. Au cours de l'initiation, le nouveau-né Zabrak Dathomirien est immergé dans un bain huileux tandis que l'ichor surgit grâce à la magie des Sœurs de la Nuit. La mère de Maul voulait qu'il soit conscient de son héritage.
Nourri par la haine et la colère, il devient le premier apprenti de Dark Sidious.
Maul connaît ses premiers entraînements sur la planète Mustafar et ceux-ci lui sont appris par son maître et des droïdes.
À huit ans, il est confié à l'école de Trezza sur la planète Orsis. Durant son apprentissage, il est amené à survivre sans aucune aide durant une semaine dans le milieu hostile de la Gora sur la planète Orsis. Alors qu'il est âgé de quinze ans, Maul démontre déjà ses capacités en effectuant le meilleur solo durant cette survie. C'est d’ailleurs à cette occasion qu'il rencontre pour la première fois les Sœurs de la nuit et la leader de l'organisation, Mère Talzin. Après cette épreuve, Maul se voit confier par son maître sa première mission : éliminer tous les membres de l'école de Trezza.

#### Missions en tant que seigneur Sith

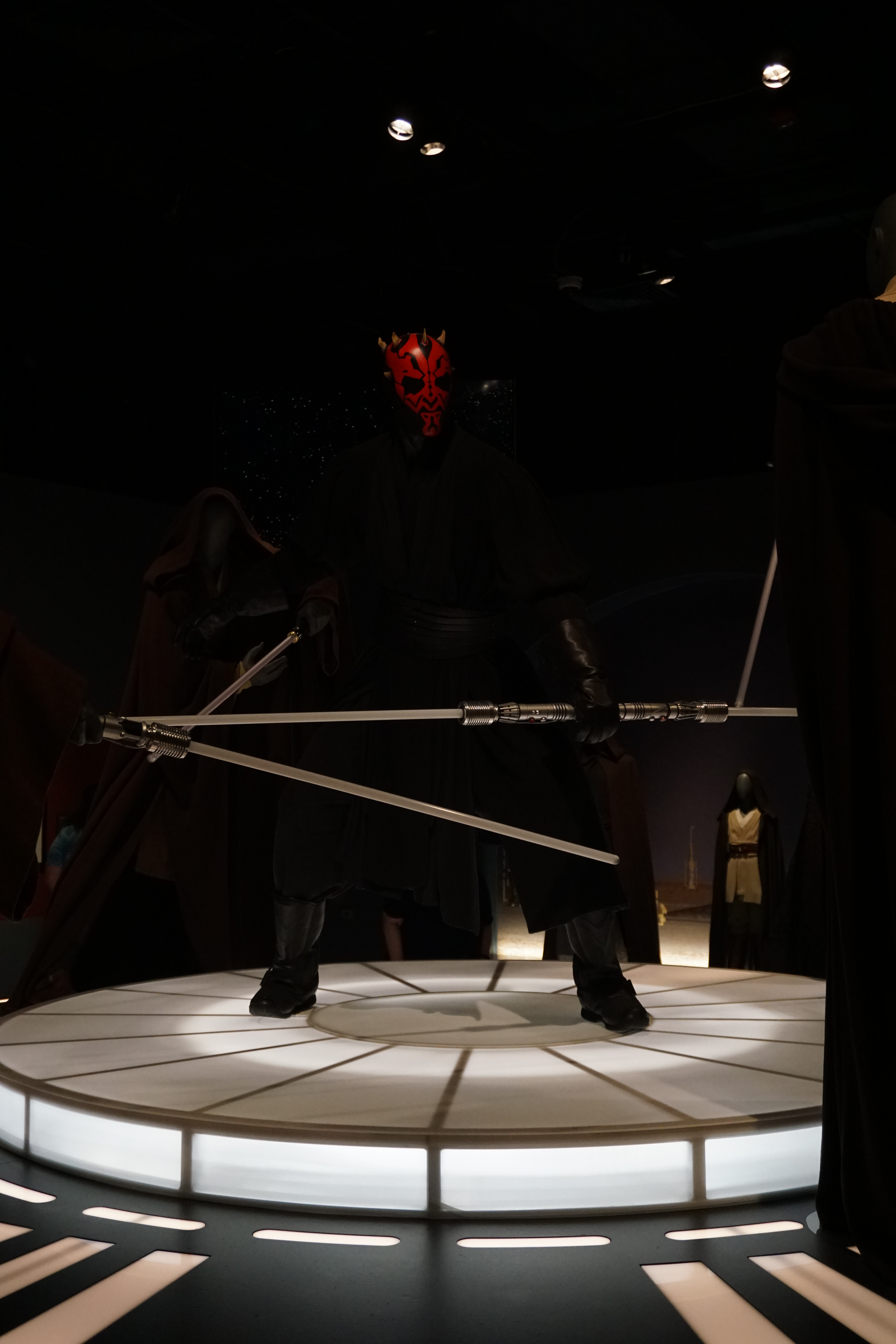
Costume de Darth Maul lorsqu'il est l'apprenti de Darth Sidious.

En tant qu'apprenti de Dark Sidious, Dark Maul est amené à effectuer de nombreuses missions.
En -33, Dark Maul se rend sur Dovalla pour effectuer une mission de sabotage. Il s'agit d'affaiblir deux firmes industrielles de la planète afin de faciliter leur rachat par la Fédération du commerce. Dark Maul réalise brillamment cette mission et fait en sorte de ne laisser aucune trace de son intervention.
Dans la foulée, Dark Sidious confie une mission cruciale à son apprenti : éliminer les neuf Vigos de Soleil Noir et son chef suprême, ainsi que leurs gardes du corps. En effet, Sidious pense que Soleil Noir peut le gêner pendant son plan pour contrôler la Fédération du commerce. C'est à ce moment-là que Maul reçoit son titre d'Infiltrateur Sith. En tuant deux des neuf Vigos, Maul réussit à faire réunir les lieutenants du Soleil Noir restant, ainsi que leur chef suprême sur Raltiir, la planète base de l'organisation criminelle. Il tue ainsi toute une armée de guerriers, les Vigos, ainsi que leurs gardes du corps, après un féroce combat. Il poursuit ensuite Alexi Garyn, le chef suprême, et le tue à mains nues. C'est ainsi qu'il accomplit sa mission en revenant auprès de Dark Sidious.
En -32, il est chargé de retrouver Hath Monchar, un membre haut placé de la Fédération du commerce en fuite avec des documents sensibles sur le blocage de Naboo. Dark Maul met la main sur sa proie mais doit également éliminer toute personne ayant eu ou pu avoir accès aux documents confidentiels, notamment Lorn Pavan, le père du Jedi Jax Pavan, futur héros de la saga des Nuits de Coruscant. Sa tâche se complique avec l'intervention des Jedi, mais finalement il mène une nouvelle fois à bien sa mission.

#### Mort alternative
Maul eut de nombreuses morts :
- Une bande dessinée nommée « Résurrection » raconte les événements suivants. En l'an 0, peu de temps avant la bataille de Yavin, un groupe de prophètes du côté obscur parvint à ressusciter Dark Maul. On ne sait pas si cette résurrection de Maul est l'œuvre du clonage ou de l'Alchimie Sith, ou encore d'un quelconque autre moyen. Ainsi, pour démontrer la supériorité d'un Sith pur sur un ancien Jedi converti au Côté obscur, et aussi pour donner à l'Empereur un apprenti digne de ce nom, les Jedi Noirs décident de faire s'affronter Maul et Vador. Vador est attiré sur la lune volcanique de Kalakar VI, pensant y trouver les plans de l'Étoile noire volés par les Rebelles, du moins selon les informations qu'il a reçues. Les stormtroopers l'accompagnant sont promptement éliminés, Vador se retrouve face à Maul, les prophètes lui expliquant les raisons du combat à venir avant de laisser Vador et Maul s'affronter en un duel épique. Des deux combattants, Dark Maul s'avère le plus agile. Néanmoins, Dark Vador s'avère d'une grande robustesse et d'un sens de l'improvisation élevé, ce qui fait que le combat dure et se déporte au-dessus d'un fleuve de lave souterrain au plus profond des grottes de Kalakar VI. S'affrontant toujours sur des rochers au milieu du fleuve de lave, Vador parvient à couper le double sabre laser de Maul en deux, qui utilise cependant les deux moitiés pour submerger Vador et le mettre à genou. Alors que la roche flottante où ils se trouvent approche d'une cascade de magma, et que Maul s'apprête à porter le coup de grâce à Vador, celui-ci se sauve par une manœuvre aussi suicidaire qu'imprévisible : il attrape son sabre laser et se transperce le ventre pour mieux embrocher Dark Maul qui se tient juste derrière lui. Ce coup de maître sera fatal. C'est ainsi que le Seigneur Sith Zabrak meurt de la main de Vador, son corps allant se consumer au pied de la cascade de lave.
- Dans une histoire du « Côté obscur, tome 1 : Maul », le Zabrak attaque la ferme des Lars dans le but d'en finir avec son vieil ennemi lui rappelant sa survie à son duel sur Naboo et en lui disant qu'il l'a suivi sur chaque planète où il sentait la présence de son rival mais avec du retard (deux jours pour Kamino, un jour pour Géonosis, quelques heures pour Mustafar (où il trouva les restes d'Anakin en croyant être ceux de son rival), quelques heures sur Polis-Masa où il massacra toute la colonie, et quelques minutes sur Tatooine après avoir interrogé et tué Watto). Durant leur combat, le Zabrak à l'avantage mais Obi-Wan finit par le mettre à genoux a terre, puis au moment où il hésite à l'achever, Owen Lars abat Maul en pleine tète ; Obi-Wan récupère le corps de son vieil ennemi pour le brûler dans la mer de dunes. Le design de ce Maul a inspiré celui qu'il possèdera lors de sa réapparition dans la série TCW (longues cornes et pattes griffues).
- Dans une autre bande dessinée, le fantôme du Zabrak s'en prend à plusieurs reprises à Luke car ce dernier est un Jedi ; par la suite, Luke découvrira que ces apparitions sont dues à un admirateur du Zabrak, qui a conçu une machine utilisant le cerveau de Maul. Luke mettra fin à la vie du Zabrak en atteignant la machine au lieu de la détruire.

## Entourage
Dark Maul est très proche de son frère Savage Opress. Celui ci apparaît pour la première fois dans la série télévisée d'animation Star Wars: The Clone Wars, où il fut choisi par Asajj Ventress pour se venger du Comte Dooku. Savage fait preuve d'une puissance physique hors norme, même pour ceux de sa race. Grâce à leur sorcellerie, les Sœurs de la Nuit font de lui un monstrueux tueur sans remords, ni compassion, obéissant uniquement à Ventress et n'étant loyal qu'envers elle. Savage fut envoyé par les Sœurs de la Nuit chez le Comte Dooku pour se venger de sa trahison envers son ancienne apprentie, et pour le tuer. Dooku sembla d'abord ne pas s'en méfier : Savage Opress semblant tout aussi puissant encore que le Seigneur Sith Dark Maul, Dooku espère qu'avec son aide, il pourra renverser son Maître Sith Dark Sidious et devenir ainsi le maître de l'héritage Sith.

## Interprétation
Dark Maul est physiquement interprété par Ray Park dans l'épisode I et dans Solo: A Star Wars Story. Tandis que dans le court-métrage de Darth Mauk: Apprenti - Un Fan-Film de Star Wars, Dark Maul est interprété par Ben Shammas. Pour ce qui est de sa voix, Peter Serafinowicz lui prête la sienne dans épisode I uniquement tandis que Sam Witwer lui prête sa voix dans les séries animées Star Wars: The Clone Wars et Star Wars Rebels ainsi que dans le film Solo: A Star Wars Story,.

Interprètes de Darth Maul
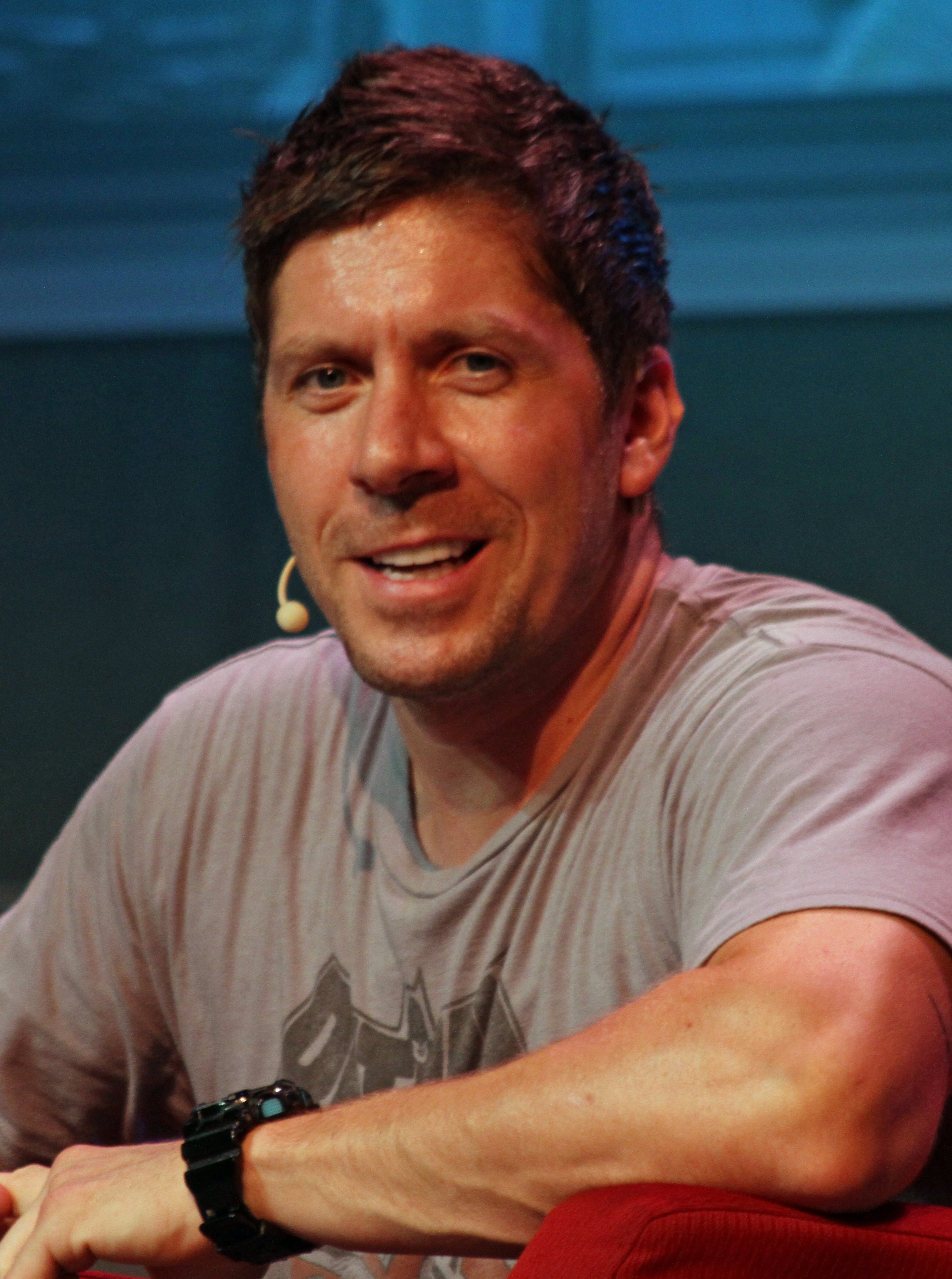
Ray Park
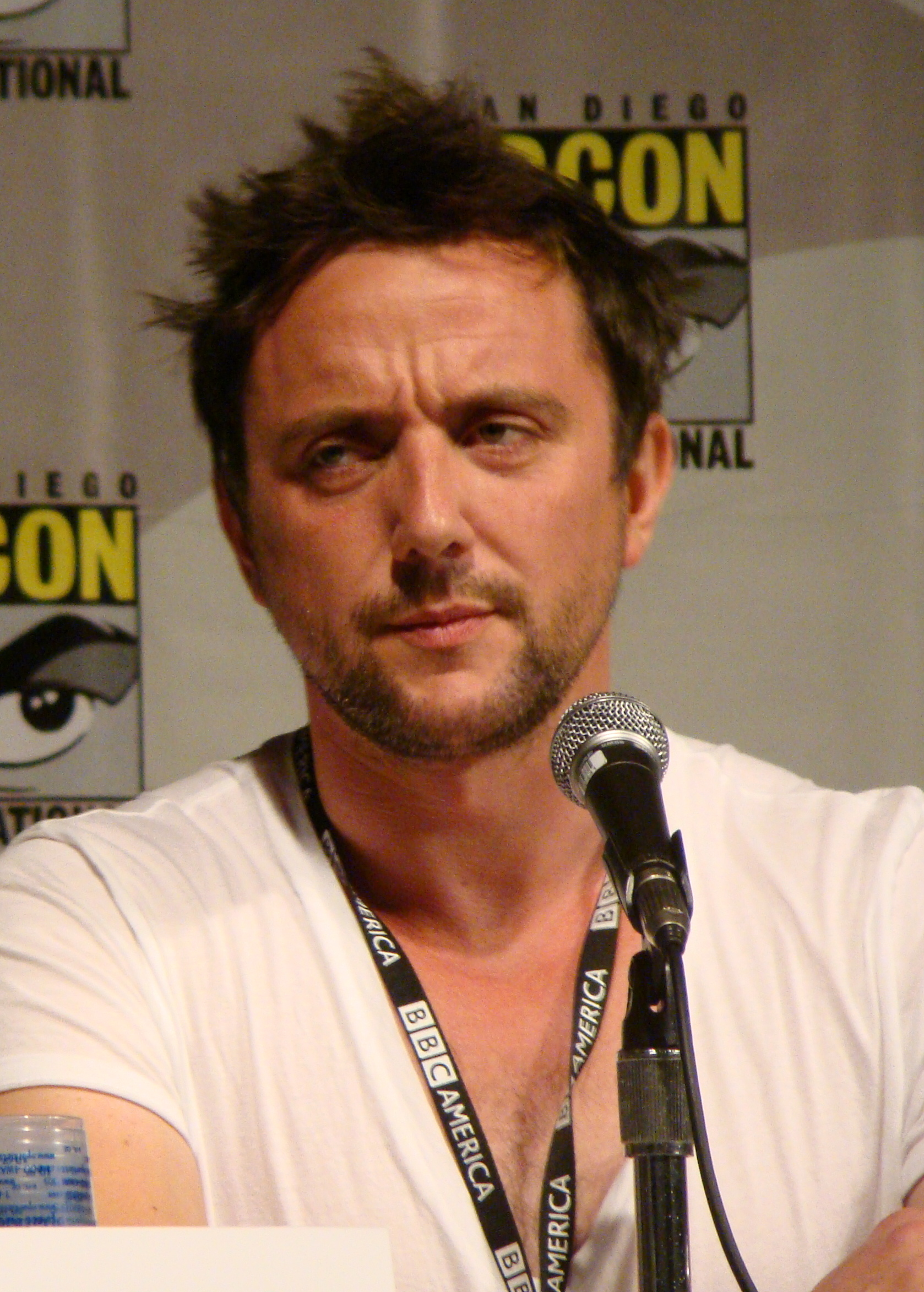
Peter Serafinowicz
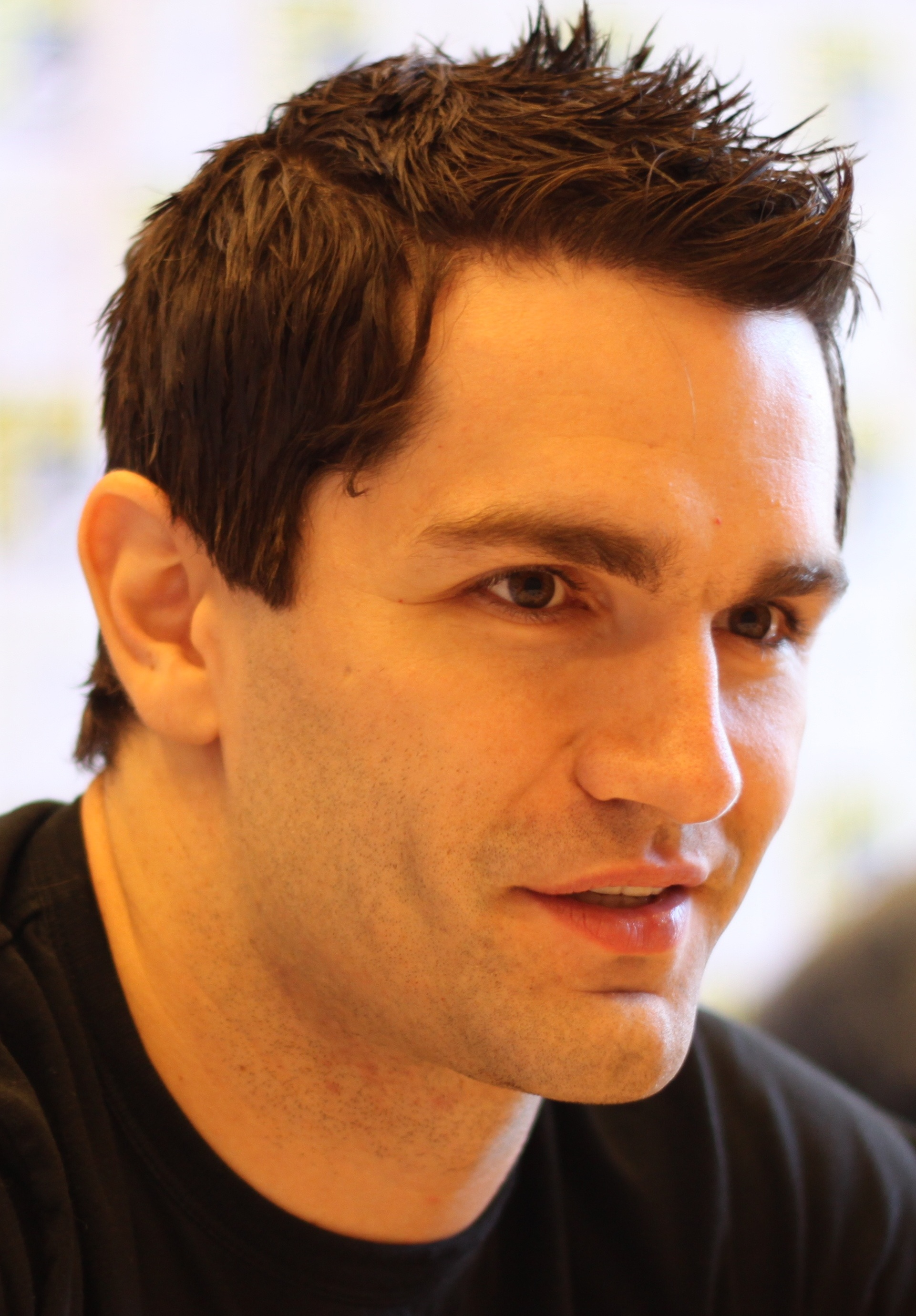
Sam Witwer

## Culture populaire
Dark Maul est l'un des Sith les moins exposés de Star Wars. En effet, il n’apparaît que dans un seul épisode de la saga mais il a pourtant marqué les fans. Sa technique de combat en fait un des guerriers Sith les plus dangereux.